# Euroseries-3000-Saison 2009
Die Euroseries-3000-Saison 2009 war die elfte Saison der Euroseries 3000. Die Saison begann am 17. Mai in Portimão und endete am 18. Oktober in Monza. Will Bratt gewann den Meistertitel der Fahrer sowie die Wertung Italienische Formel 3000. FMS International / Coloni Motorsport gewann die Teammeisterschaft.

## Starterfeld
Alle Piloten fuhren Lola-B05/52-Chassis und Motoren von Zytek. 
| Team                                | Auto # | Fahrer               | Rennwochenende |
| ----------------------------------- | ------ | -------------------- | -------------- |
| Team Lazarus                        | 01     | Michael Herck        | 1              |
| Team Lazarus                        | 01     | Michael Dalle Stelle | 2, 3           |
| Team Lazarus                        | 02     | Diego Nunes          | 1              |
| TP Formula                          | 03     | Clivio Piccione      | 1              |
| TP Formula                          | 03     | Earl Bamber          | 2              |
| TP Formula                          | 03     | Fabrizio Crestani    | 5              |
| TP Formula                          | 04     | Fabrizio Crestani    | 1–3            |
| FMS International Coloni Motorsport | 05     | Rodolfo González     | 1–6            |
| FMS International Coloni Motorsport | 06     | Fabio Onidi          | 1–6            |
| FMS International Coloni Motorsport | 07     | Roldán Rodríguez     | 1              |
| FMS International Coloni Motorsport | 07     | Ben Hanley           | 2              |
| FMS International Coloni Motorsport | 07     | Marco Bonanomi       | 3–6            |
| Bull Racing                         | 08     | Marco Bonanomi       | 1–2            |
| Bull Racing                         | 09     | Juan Carlos Sistos   | 1–2            |
| EmiliodeVillota.com Motorsport      | 10     | Will Bratt           | 1–6            |
| EmiliodeVillota.com Motorsport      | 11     | Fabrizio Crestani    | 4              |
| Teamcraft Motorsport                | 12     | Pastor Maldonado     | 1              |
| Teamcraft Motorsport                | 14     | Raffaele Giammaria   | 1              |
| Team Costa Rica                     | 12     | Juan Carlos Sistos   | 3–6            |
| Team Costa Rica                     | 14     | Ben Hanley           | 3, 5           |
| Team Costa Rica                     | 14     | Matteo Cozzari       | 6              |
| Emmebi Motorsport                   | 15     | Francesco Dracone    | 2–6            |
| Emmebi Motorsport                   | 16     | Edoardo Piscopo      | 4              |
| Emmebi Motorsport                   | 16     | Fabrizio Crestani    | 6              |
| Durango                             | 16     | Marcello Puglisi     | 2, 3           |

1. ↑  Nach dem zweiten Rennwochenende wurde FMS International von Coloni Motorsport übernommen.

## Rennen
Der Rennkalender der Euroseries-3000-Saison 2009 umfasste sechs Rennwochenenden mit je zwei Rennen. Für den 2. August war ein Rennwochenende im Donington Park geplant, dieses wurde jedoch abgesagt.
| Nr. | Datum         | Rennstrecke | Sieger           | Zweiter           | Dritter           |
| --- | ------------- | ----------- | ---------------- | ----------------- | ----------------- |
| 01. | 17. Mai       | Portimão    | Pastor Maldonado | Marco Bonanomi    | Fabrizio Crestani |
| 02. | 17. Mai       | Portimão    | Fabio Onidi      | Will Bratt        | Fabrizio Crestani |
| 03. | 28. Juni      | Magny-Cours | Marco Bonanomi   | Fabrizio Crestani | Will Bratt        |
| 04. | 28. Juni      | Magny-Cours | Ben Hanley       | Fabio Onidi       | Marcello Puglisi  |
| 05. | 22. August    | Zolder      | Rodolfo González | Marco Bonanomi    | Ben Hanley        |
| 06. | 22. August    | Zolder      | Will Bratt       | Fabio Onidi       | Fabrizio Crestani |
| 07. | 12. September | Valencia    | Will Bratt       | Fabio Onidi       | Fabrizio Crestani |
| 08. | 13. September | Valencia    | Marco Bonanomi   | Fabio Onidi       | Fabrizio Crestani |
| 09. | 13. September | Valencia    | Will Bratt       | Edoardo Piscopo   | Fabio Onidi       |
| 10. | 20. September | Vallelunga  | Marco Bonanomi   | Will Bratt        | Fabio Onidi       |
| 11. | 20. September | Vallelunga  | Fabio Onidi      | Rodolfo González  | Will Bratt        |
| 12. | 18. Oktober   | Monza       | Will Bratt       | Rodolfo González  | Marco Bonanomi    |
| 13. | 18. Oktober   | Monza       | Marco Bonanomi   | Will Bratt        | Rodolfo González  |

## Wertungen

### Fahrerwertung
| Pos. | Fahrer            | Punkte |
| ---- | ----------------- | ------ |
| 01.  | Will Bratt        | 71     |
| 02.  | Marco Bonanomi    | 71     |
| 03.  | Fabio Onidi       | 64     |
| 04.  | Fabrizio Crestani | 54     |
| 05.  | Rodolfo González  | 44     |
| 06.  | Ben Hanley        | 22     |
| 07.  | Francesco Dracone | 15     |

| Pos. | Fahrer             | Punkte |
| ---- | ------------------ | ------ |
| 08.  | Juan Carlos Sistos | 14     |
| 09.  | Edoardo Piscopo    | 11     |
| 10.  | Pastor Maldonado   | 10     |
| 11.  | Earl Bamber        | 8      |
| 12.  | Clivio Piccione    | 8      |
| 13.  | Marcello Puglisi   | 6      |
| 14.  | Michael Herck      | 6      |

| Pos. | Fahrer               | Punkte |
| ---- | -------------------- | ------ |
| 15.  | Diego Nunes          | 5      |
| 16.  | Matteo Cozzari       | 4      |
| 17.  | Roldán Rodríguez     | 1      |
| 18.  | Michael Dalle Stelle | 1      |
| —    | Raffaele Giammaria   | 0      |

### Italienische Formel 3000
| Pos. | Fahrer            | Punkte |
| ---- | ----------------- | ------ |
| 01.  | Will Bratt        | 51     |
| 02.  | Marco Bonanomi    | 39     |
| 03.  | Fabio Onidi       | 36     |
| 04.  | Rodolfo González  | 31     |
| 05.  | Fabrizio Crestani | 26     |

| Pos. | Fahrer             | Punkte |
| ---- | ------------------ | ------ |
| 06.  | Francesco Dracone  | 13     |
| 07.  | Edoardo Piscopo    | 11     |
| 08.  | Juan Carlos Sistos | 11     |
| 09.  | Ben Hanley         | 4      |
| 10.  | Matteo Cozzari     | 4      |

### Teamwertung
| Pos. | Team                                | Punkte |
| ---- | ----------------------------------- | ------ |
| 1.   | FMS International Coloni Motorsport | 150    |
| 2.   | EmiliodeVillota.com Motorsport      | 84     |
| 3.   | TP Formula                          | 52     |
| 4.   | Emmebi Motorsport                   | 31     |
| 5.   | Team Costa Rica                     | 31     |
| 6.   | Bull Racing                         | 21     |
| 7.   | Team Lazarus                        | 12     |
| 8.   | Teamcraft Motorsport                | 10     |
| 9.   | Durango                             | 6      |